# Índios do Acaú
Índios do Acaú foi uma escola de samba da cidade do Rio de Janeiro. Com sede no bairro do Engenho Novo, participava do grupo principal (na época único) do Carnaval carioca, disputando com as grandes escolas.

## História
Foi sexta colocada, em 1950, pela FBES e oitava em 1951 pela mesma FBES.,teve como presidente o Sr Jorge Nabte e como seu abre-alas na época a depois famosa Clementina de Jesus, moradora da Rua Acaú 44.
Em 1952 o concurso não foi realizado, terminando a escola em 16º lugar em 1953 com o enredo "Os grandes vultos da nossa história"
Oitava em 1954, com o enredo "O Guarani", em 1955 foi 17ª colocada com o enredo "A Marquesa de Santos", sendo rebaixada para o Grupo de acesso, onde foi nona em 1956 com o enredo "Descoberta do Brasil".
Após isso, não mais desfilou, sendo extinta, após sete anos de participação nos desfiles oficiais.